# والتر هامبدن
والتر هامبدن (بالإنجليزية: Walter Hampden)‏ مواليد 30 يونيو 1879 في بروكلين، نيويورك، الولايات المتحدة - الوفاة 11 يونيو 1955 في لوس أنجلوس، هو ممثل أمريكي بدأ مسيرته الفنية سنة 1900. امتدت مسيرته الفنية لأكثر من 55 عاما.

## الأعمال
- مغامرات مارك توين
- كل شيء عن إيف
- سابرينا

## روابط خارجية
- والتر هامبدن على موقع IMDb (الإنجليزية)
- والتر هامبدن على موقع الموسوعة البريطانية (الإنجليزية)
- والتر هامبدن على موقع ألو سيني (الفرنسية)
- والتر هامبدن على موقع تيرنر كلاسيك موفيز (الإنجليزية)
- والتر هامبدن على موقع أول موفي (الإنجليزية)
- والتر هامبدن على موقع قاعدة بيانات برودواي على الإنترنت (الإنجليزية)
- والتر هامبدن على موقع قاعدة بيانات الأفلام السويدية (السويدية)
- والتر هامبدن على موقع إن إن دي بي (الإنجليزية)
- والتر هامبدن على موقع قاعدة بيانات الفيلم (الإنجليزية)
- والتر هامبدن على موقع كينوبويسك (الروسية)